# طلب الإنجاز
طلب الإنجاز هي رغبة الفرد في تحقيق إنجاز كبير، أو إتقان المهارات. ويراد به بذل جهود مكثفة وطويلة ومتكررة لإنجاز شيء صعب.